# Maurizio Calvi
Maurizio Calvi (Brindisi, 8 gennaio 1936) è un politico italiano.

## Biografia
Senatore Socialista dal 1987 al 1994, vicepresidente della Commissione antimafia, presidente del CEAS, Centro Alti Studi per la lotta alla criminalità organizzata. Laureato in scienze politiche, è stato funzionario dirigente alla Regione Lazio. Consigliere comunale a Latina e Vice presidente della Commissione antimafia, Segretario della Commissione agricoltura e Capo gruppo della Commissione lavoro e previdenza sociale, ha presieduto anche il Comitato per l’indagine sul riciclaggio del denaro sporco. È stato anche Vice presidente della Commissione affari costituzionali, affari della presidenza del consiglio e dell’interno, ordinamento generale dello Stato e della pubblica amministrazione.